# Cratere Gol
Gol  è un cratere sulla superficie di Marte.